# Dossier statistico Immigrazione
Il Dossier Statistico Immigrazione è un annuario socio-statistico dedicato al fenomeno dell'immigrazione in Italia, curato dall'omonimo Centro Studi e Ricerche IDOS/Immigrazione Dossier Statistico. 
La sua prima edizione risale al 1991, subito dopo l'entrata in vigore della prima legge organica emanata in Italia sull'immigrazione (L. 39/1990 o Legge Martelli), per iniziativa del direttore della Caritas diocesana di Roma, Luigi Di Liegro. L'obiettivo era quello di rimediare alla ristrettezza dei dati messi a disposizione dalle strutture pubbliche, cercando di raccogliere, interpretare e diffondere quante più informazioni statistiche possibili sull'immigrazione straniera in Italia.
Dopo una prima fase di intervento e diffusione nella sola area romana, il Rapporto ha conosciuto una dimensione sempre più ampia e dal 2004 è divenuto un progetto nazionale, promosso, fino al 2012, oltre che dalla Caritas diocesana di Roma, da Caritas Italiana e dalla Fondazione Migrantes. Nel 2013, per la prima volta, il Centro Studi e Ricerche IDOS ha curato il Dossier per L'UNAR – Ufficio Nazionale Antidiscriminazioni Razziali della Presidenza del Consiglio dei Ministri, dedicandolo al tema delle discriminazioni e dei diritti della popolazione di origine straniera e rinnovando il medesimo impegno anche per il 2014.

## Struttura e organizzazione
L'équipe del Dossier Statistico Immigrazione è composta da una redazione centrale (una decina di studiosi di diversa formazione, strutturati dal 2004 nel Centro Studi e Ricerche IDOS, che è anche casa editrice) e da una rete di referenti regionali, cui si aggiungono ricercatori ed esperti esterni. L'intera équipe fa riferimento a un Comitato Scientifico, composto attualmente da Raimondo Cagiano De Azevedo, Luigi Gaffuri, Salvatore Geraci, Alberto Guariso, Maria Immacolata Macioti, Ugo Melchionda, Emmanuele Pavolini, Claudio Paravati, Pietro Pinto, Enzo Rossi, Salvatore Saltarelli, Francesco Zannini e Franco Pittau, coordinatore del Centro Studi e ideatore del Dossier, insieme a mons. Luigi Di Liegro, scomparso nel 1997.
Oltre alla pubblicazione e diffusione del Dossier Statistico Immigrazione, il Centro Studi e Ricerche IDOS cura dal 2004 l'Osservatorio Romano sulle Migrazioni (promosso dalla Caritas diocesana di Roma, dalla Provincia e dalla Camera di Commercio di Roma) e ha curato dal 2006 al 2012 il Rapporto Italiani nel Mondo per conto della Fondazione Migrantes (che dal 2013 lo redige autonomamente). Ogni anno, il Centro Studi e Ricerche IDOS affianca a questi Rapporti diverse altre pubblicazioni (oltre a numerosi articoli pubblicati dall'intera équipe o dai singoli redattori su riviste specializzate) per un totale, tra il 2004 e il 2013, di oltre 50 pubblicazioni.
Fondamentale nel lavoro del Dossier Statistico Immigrazione è la collaborazione con le strutture pubbliche, in primo luogo per la periodica messa a disposizione dei dati, ma anche per la realizzazione di appositi studi da queste commissionati.

## Metodologia e obiettivi
La metodologia applicata dal Centro Studi e Ricerche IDOS alla realizzazione del Dossier Statistico Immigrazione si basa sullo studio, la comparazione e la reciproca integrazione delle fonti statistiche disponibili in Italia sul fenomeno migratorio e consiste nel reperire annualmente un'ampia gamma di dati aggiornati, disaggregati per cittadinanza, provincia e regione di insediamento, sesso, età e numerose altre variabili.
I dati raccolti sono anche la base a partire dalla quale viene periodicamente elaborata la stima della presenza regolare complessiva dei cittadini stranieri che vivono in Italia, anche se non ancora registrati come residenti.
Tra le principali linee ispiratrici della metodologia del Dossier vi è quella di collegare tra di loro più fonti statistiche, a partire dal presupposto che non vi siano fonti 'buone' o 'cattive' in assoluto, ma che ciascuna fonte possa e debba trovare un'integrazione e un possibile complemento interpretativo nelle altre. Accanto alla pluralità delle fonti e alla circolarità nel loro utilizzo, le altre specificità sono la tempestività nella raccolta e pubblicazione dei dati, i confronti storici, i confronti territoriali all'interno del quadro nazionale, i confronti internazionali, il rispetto del destinatario grazie alla possibilità da parte di ciascuno di ripercorrere il metodo seguito dall'équipe.
I dati raccolti sono poi oggetto di elaborazioni statistiche, vengono tradotti in tabelle tematiche e/o territoriali, sono sottoposti ad analisi critica e al confronto con le annualità precedenti e sono commentati in capitoli o rapporti di ricerca finalizzati a interpretarli e a trasmetterne una lettura rigorosa e sistematica a studiosi, operatori sociali, politici, funzionari, semplici cittadini. L'impegno, quindi, è quello di unire il rigore scientifico a una esposizione semplice e comprensibile anche ai non addetti al settore.
Obiettivo ultimo di questo approccio è quello di diffondere una visione dell'immigrazione il più possibile aderente alla realtà e scevra da pregiudizi, utile a contrastare interpretazioni parziali o pregiudiziali del fenomeno migratorio.
Il Dossier affronta i temi delle migrazioni internazionali e del diritto d'asilo, strutturandosi nelle seguenti sezioni:
- Il contesto internazionale ed europeo
- I flussi dall'estero e la presenza straniera in Italia
- L'inserimento socio-culturale
- L'inserimento nel mondo del lavoro
- I contesti regionali

Il lavoro scientifico trova il proprio completamento nel lavoro sociale, finalizzato a diffonderne i risultati, che vede i ricercatori del Dossier impegnati durante l'anno in numerose iniziative – tra convegni, seminari e interventi formativi – e nella presentazione ufficiale che tradizionalmente si svolge in autunno a Roma e, in contemporanea, in tutte le regioni italiane, grazie alla collaborazione delle strutture pubbliche e dell'associazionismo.
Una rassegna completa delle diverse edizioni del Dossier Statistico Immigrazione si trova sul relativo sito . Su richiesta, il Centro Studi e Ricerche IDOS fornisce, per motivi di ricerca, singoli capitoli delle passate edizioni in formato elettronico.

## Nota bibliografica
- Dossier Statistico Immigrazione 2004. XIV Rapporto, Edizioni IDOS, Roma 2004.
- Europa. Allargamento a Est e immigrazione, Caritas Italiana, Edizioni IDOS, Roma 2004.
- Indici di integrazione degli immigrati in Italia. Terzo Rapporto, CNEL (titolare ed editore della ricerca), Roma 2004.
- L'impatto dell'immigrazione sulla società italiana (Rapporto EMN in italiano e in inglese), Edizioni IDOS, Roma 2004.
- Mediatori culturali. Un'esperienza formativa, Edizioni SINNOS, Roma 2004.
- Dossier Statistico Immigrazione 2005. XV Rapporto, Edizioni IDOS, Roma 2005.
- Immigrazione irregolare in Italia (Rapporto EMN in italiano e in inglese), Edizioni IDOS, Roma 2005.
- Osservatorio Romano sulle Migrazioni 2004, Edizioni IDOS, Roma 2005
- Immigrati e partecipazione. Dalle consulte e dai consiglieri aggiunti al diritto di voto, Edizioni IDOS, Roma 2005.
- Immigrazione: una risorsa da tutelare. I Rapporto Inps sugli immigrati negli archivi previdenziali, Roma 2005.
- L'immagine degli immigrati in Italia. Media, società civile e mondo del lavoro, Edizioni IDOS, Roma 2005.
- Il mondo delle migrazioni. Giuseppe Lucrezio Monticelli. Quando la memoria si fa storia, Edizioni IDOS, Roma 2005.
- Uscire dall'invisibilità. Bambini e adolescenti di origine straniera, Caritas Italiana e UNICEF, Roma 2005.
- Dossier Statistico Immigrazione 2006. XVI Rapporto, Edizioni IDOS, Roma 2006.
- Osservatorio Romano sulle Migrazioni 2005, Edizioni IDOS, Roma 2006.
- Rapporto Italiani nel Mondo 2006, Edizioni IDOS, Roma 2006.
- Indici di integrazione degli immigrati in Italia. IV Rapporto, CNEL (titolare ed editore della ricerca), Roma 2006.
- I rimpatri assistiti (Rapporto EMN in italiano e in inglese), Edizioni IDOS, Roma dicembre 2006.
- Polonia. Nuovo paese di frontiera. Da migranti a comunitari, Edizioni IDOS, Roma 2006.
- Migrazioni di ritorno: il caso italiano (Rapporto EMN in italiano e in inglese), Edizioni IDOS, Roma 2006.
- The Immigration in the States members of the Mediterranea Area: the contribuzion of Justice and Peace Commissions, National Office for Justice and Peace and Social Problems of Italian Bishop Conference, Roma 2006.
- Dossier Statistico Immigrazione 2007. XVII Rapporto, Edizioni IDOS, Roma 2007.
- Osservatorio Romano sulle Migrazioni, Terzo Rapporto, Edizioni IDOS, Roma 2007.
- Rapporto Italiani nel Mondo 2007, Edizioni IDOS, Roma 2007.
- Indici di integrazione degli immigrati in Italia. V Rapporto, CNEL (titolare ed editore della ricerca), Roma 2007.
- Regolarità, normalità, tutela. II Rapporto su immigrati e previdenza negli archivi Inps, Roma 2007.
- Dossier Statistico Immigrazione 2008. XVIII Rapporto, Edizioni IDOS, Roma 2008.
- Osservatorio Romano sulle Migrazioni. Quarto Rapporto, Edizioni IDOS, Roma 2008.
- Rapporto Italiani nel Mondo 2008, Edizioni IDOS, Roma 2008
- Le condizioni di vita e di lavoro degli immigrati nell'area romana. Indagine campionaria e approfondimenti tematici, Edizioni IDOS, Roma, luglio 2008.
- Indici di integrazione degli immigrati in Italia. IV e V Rapporto, CNEL (titolare ed editore della ricerca), Roma 2008.
- Misurare l'integrazione: il caso italiano. Indici territoriali di inserimento socio-lavorativo degli immigrati non comunitari, Edizioni IDOS, 2008.
- Romania. Immigrazione e lavoro in Italia. Statistiche, problemi e prospettive, Edizioni IDOS, Roma, giugno 2008.
- La scuola e gli studenti di origine immigrata. La situazione e le prospettive nel Lazio (Ricerca commissionata dalla Regione Lazio), Edizioni IDOS, Roma, giugno 2008.
- Gli albanesi in Italia. Conseguenze economiche e sociali dell'immigrazione, Edizioni IDOS, Roma, settembre 2008.
- Da immigrato a cittadino: esperienze in Germania e in Italia. Integrazione degli immigrati, delle loro famiglie e dei giovani (monografia in italiano e in tedesco per Caritas Italiana e l'Ambasciata di Germania), Edizioni IDOS, Roma 2008.
- Dossier Statistico Immigrazione 2009. XIX Rapporto, Edizioni IDOS, Roma 2009.
- Forum per l'Intercultura. 18 anni di esperienze, Edizioni IDOS, Roma, 2009.
- Osservatorio Romano sulle Migrazioni. Quinto Rapporto, Edizioni IDOS, Roma 2009.
- Rapporto Italiani nel Mondo 2009, Edizioni IDOS, Roma 2009.
- Indici di integrazione degli immigrati in Italia. Il potenziale di inserimento socio-occupazionale dei territori italiani. VI Rapporto, CNEL (titolare ed editore della ricerca), Roma 2009.
- Diversità culturale e identità di tutela. III Rapporto su immigrati e previdenza negli archivi Inps, Edizioni IDOS, Roma 2009
- ImmigratImprenditori in Italia. Dinamiche del fenomeno: analisi storie prospettive, Edizioni IDOS, Roma, gennaio 2009.
- I lavoratori qualificati. Nuove prospettive dell'immigrazione in Italia, Edizioni IDOS, Roma 2009.
- America Latina-Italia. Vecchi e nuovi migranti, Edizioni IDOS, Roma, settembre 2009.
- Dossier Statistico Immigrazione 2010. XX Rapporto, Edizioni IDOS, Roma 2010.
- Cartographie des flux migratoires des marocains en Italie (contributo al rapporto Oim), 2010.
- Immigrazione, Regioni e Consigli Territoriali. I dati fondamentali, Edizioni IDOS, Roma 2010.
- Rapporto Italiani nel Mondo 2010, Edizioni IDOS, Roma 2010.
- Indici di integrazione degli immigrati in Italia. Il potenziale di integrazione nei territori italiani. Analisi dell'occupazione e della criminalità per collettività. VII Rapporto, CNEL (titolare ed editore della ricerca), Roma 2010.
- Politiche migratorie. Lavoratori qualificati. Settore sanitario. Primo rapporto EMN Italia (in italiano e in inglese), European Migration Network/IDOS, Roma 2009.
- I romeni in Italia tra rifiuto e accoglienza (in italiano e in romeno), Caritas Italiana e Confederatia Romania, Edizioni IDOS, Roma 2010.
- Africa-Italia. Scenari migratori, Edizioni IDOS, Roma 2010.
- Minori non accompagnati. Ritorno assistito. Protezione internazionale. Secondo rapporto EMN Italia (in italiano e in inglese), Edizioni IDOS, Roma 2010.
- Mercato occupazionale e immigrazione. Terzo rapporto EMN Italia (in italiano e in inglese), European Migration Network/IDOS, Roma 2010.
- Osservatorio Romano sulle Migrazioni. Sesto Rapporto, Edizioni IDOS, Roma 2010.
- Dossier Statistico Immigrazione 2011. XXI Rapporto, Edizioni IDOS, Roma 2011.
- Osservatorio Romano sulle Migrazioni. Ottavo Rapporto, Edizioni IDOS, Roma 2011.
- Rapporto Italiani nel Mondo 2011, Edizioni IDOS, Roma 2011.
- La regolarità contributiva come fattore di integrazione. Quarto Rapporto sui lavoratori di origine immigrata negli archivi Inps, Edizioni IDOS, Roma 2011.
- Glossario EMN Migrazione e Asilo, Edizioni IDOS, Roma 2011
- Il Lazio nel Mondo. Immigrazione ed emigrazione, Edizioni IDOS, Roma 2011.
- Dossier Statistico Immigrazione 2012. XXII Rapporto, Edizioni IDOS, Roma 2012.
- Osservatorio Romano sulle Migrazioni. Nono Rapporto, Edizioni IDOS, Roma 2012.
- Rapporto Italiani nel Mondo 2012, Edizioni IDOS, Roma 2012.
- Canali migratori. Visti e flussi irregolari. Quarto Rapporto EMN (in italiano e in inglese), Edizioni IDOS, Roma 2012.
- Immigrati e rifugiati: normativa, strutture e competenze. Quinto Rapporto EMN (in italiano e in inglese), Edizioni IDOS, Roma 2012.
- Indici di integrazione degli immigrati in Italia. Attrattività e potenziale di integrazione dei territori italiani. VIII Rapporto, CNEL (titolare ed editore della ricerca), Roma 2012.
- Comunicare l'immigrazione. Guida pratica per gli operatori dell'informazione, Roma 2012.
- Asia –Italia. Scenari migratori, Edizioni IDOS, Roma 2012.
- 1951-2011. Le migrazioni in Italia tra passato e futuro, Edizioni IDOS, Roma 2012.
- Gli studenti internazionali nelle università italiane: indagine empirica e approfondimenti. Sesto Rapporto EMN Italia, Edizioni IDOS, Roma 2013.
- I diritti degli immigrati in un contesto interculturale (Giornata Internazionale dei diritti 2012 e Settimana di Azione contro le Discriminazioni 2013), UNAR, Quaderno n. 1/2013, 'Affari Sociali Internazionali – Nuova Serie', Edizioni IDOS, Roma 2013.
- Indagine sull'assistenza familiare in Italia: il contributo degli immigrati, Unicredit Foundation, Milano 2013.
- Religioni, dialogo, integrazione. Vademecum a cura del Dip. libertà civili e immigrazione, Direz. centrale degli affari dei culti, realizzato da Com Nuovi Tempi – IDOS, Roma 2013.
- Glossario EMN Asilo e Migrazione. Edizione in arabo, Edizioni IDOS – Sinnos, Roma 2013.
- Indici di integrazione degli immigrati in Italia. Attrattività e potenziale di integrazione dei territori italiani, IX Rapporto, CNEL (titolare ed editore della ricerca), Roma 2013.
- L'immigrazione asiatica in Italia. Presenze, lavoro, rimesse, 'Affari Sociali Internazionali – Nuova Serie', Anno I, n. 1-2/2013, Edizioni IDOS, Roma 2013.
- Immigrazione Dossier Statistico 2013. Rapporto UNAR. Dalle discriminazioni ai diritti, Edizioni IDOS, Roma 2013.